# Nikolaj Manošin
Nikolaj Alekseevič Manošin (in russo Николай Алексеевич Маношин?; Mosca, 6 marzo 1938 – 10 febbraio 2022) è stato un calciatore sovietico, di ruolo difensore.